# Stéphane Wrembel
Stéphane Wrembel est un guitariste de jazz français, et résidant actuellement dans le New Jersey. Il est surtout connu en tant que compositeur et interprète de jazz manouche, mais aussi influencé par les musiques du monde,.

## Biographie
Il étudie le piano classique à partir de ses quatre ans à Fontainebleau, gagne des prix dans le Lucien Wurmser et dans le Conservatoire National d'Aubervilliers-La Courneuve, avant d'apprendre la guitare à l'âge de seize ans pour savoir jouer Pink Floyd, Led Zeppelin, Genesis."
Pendant ses études à l'American School of Modern Music à Paris, il assiste au Festival Django Reinhardt à Samois-sur-Seine, où étudie la composition organisation, le jazz et la musique classique-contemporaine. À sa graduation, Wrembel a reçu une bourse du Berklee College of Music,, où il est diplômé summa cum laude. 
Wrembel publie plusieurs albums sous son propre nom et avec le Stephane Wrembel Trio, et sa composition « Big Brother » a été retenue pour la bande originale de Vicky Cristina Barcelona. En 2011, il participe à la composition de la bande originale du film Minuit à Paris de Woody Allen ; on peut retrouver ce titre dans son album Bistro Fada. En 2020, il réalise aussi la bande originale de Rifkin's Festival toujours de Woody Allen.
Depuis 2016 Stéphane Wrembel publie régulièrement des volumes d'une série qu'il a baptisée "The Django Experiement" et dont la 5e production ("Django Experiment V") a été lancée le 23 janvier 2020. Après plusieurs années de recherche, en 2019, il enregistre "Django l'impressionniste" (sous son propre label, "Water Is Life") comprenant 17 compositions solo de Django Reinhardt (de 1937 à 1950) jusque là jamais enregistrées ensemble. 

## Discographie
- 2001: Introducing Stephane Wrembel, réenregistré et réédité en 2010
- 2006: Barbes-Brooklyn
- 2008: Gypsy Rumble (dans le Stéphane Wrembel Trio)
- 2008: Terre des Hommes
- 2011: Bistro Fada
- 2012: Origins
- 2014: Dreamers of Dreams
- 2015: Live in India (4 CDs)

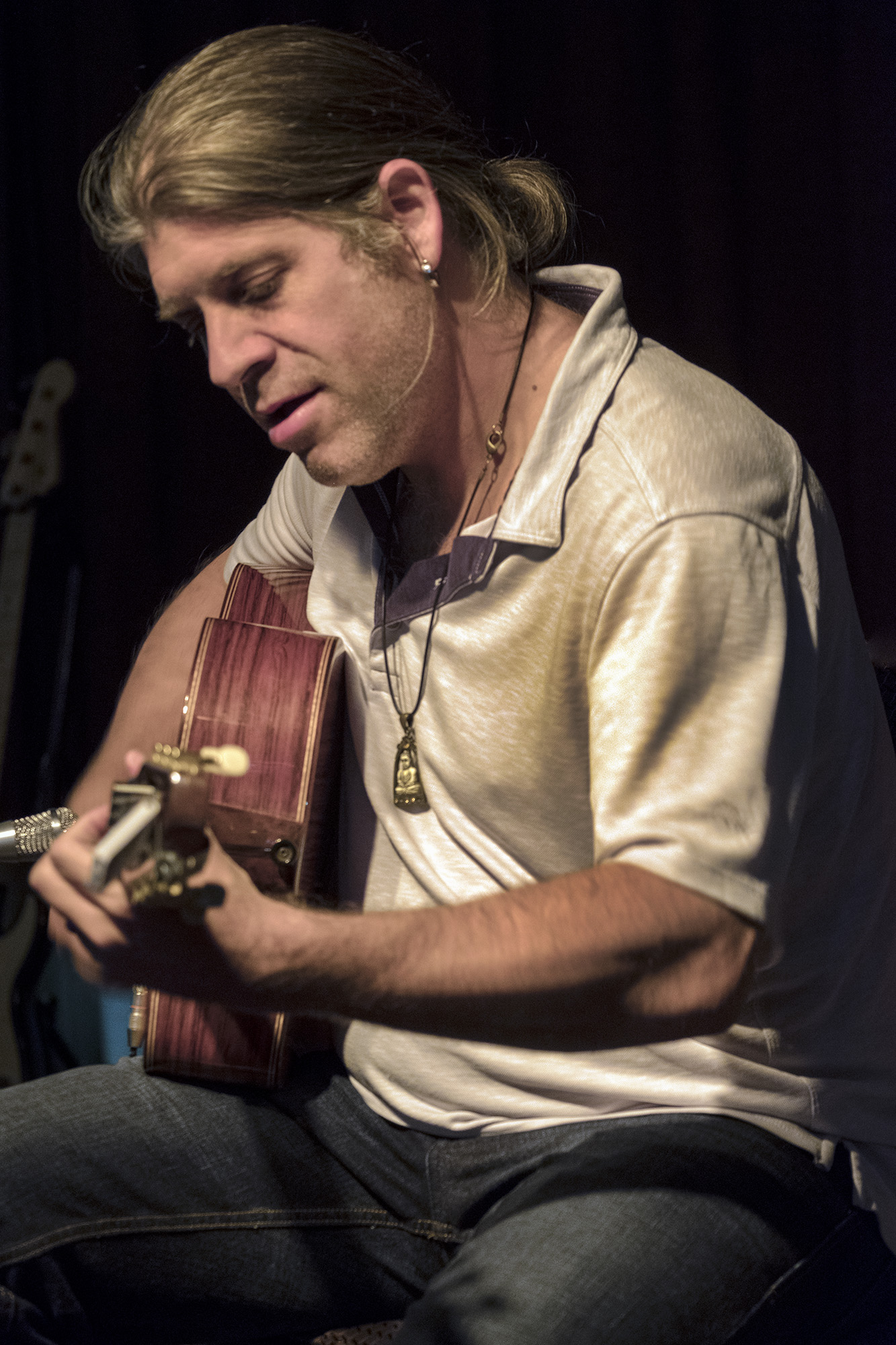

- 2015: Live in Rochester (vol. #1, 2 CDs)
- 2015: Live in Rochester (vol. #2, 2 CDs)
- 2016: The Django Experiment I
- 2016: The Django Experiment II
- 2017: The Django Experiment III
- 2018: The Django Experiment IV
- 2019: Django l'impressionniste
- 2020: The Django Experiment V